# Котегурт
Котегу́рт (рос. Котегурт) — присілок в Дебьоському районі Удмуртії, Росія.

## Населення
Населення — 294 особи (2010; 313 в 2002).
Національний склад станом на 2002 рік:
- удмурти — 93 %

## Урбаноніми[3]
- вулиці — Ізнегвайська, Лісова, Молодіжна, Нагірна, Нова, Радянська, Шкільна